# Qunbul
Abu 'Amr Muhammad Ibn 'Abd ar-Rahman, al-Makhzumi, mieux connu sous le nom de Qunbul (né en 195 AH (808 EC) et mort en 291 (904 EC), était l'un des principaux émetteurs de l'un des Qira'at, ou le méthodes canoniques de lecture du Coran. Des sept lectures primaires du Coran, Qunbul était un transmetteur de la méthode d'Ibn Kathir al-Makki,. Comme Al-Buzzi, qui était l'autre émetteur canonique de la méthode d'Ibn Kathir, Qunbul était un étudiant indirect et a vécu plus tard que l'homonyme de la méthode de récitation.
En plus de transmettre l'une des sept méthodes principales de récitation du Coran, Qunbul était également l'enseignant de l'homme qui était chargé de définir ces sept lectures canoniques, Abu Bakr Ibn Mujāhid.
Il est mort en l'an 904 de notre ère.